# Wesp (A952)
Le Wesp (A952) (II) est un remorqueur auxiliaire belge construit en 1959 sur le chantier naval S.A. Liège Monsin. 
C'est un bâtiment de la composante marine de l'armée belge de la base navale de Zeebruges.

## Histoire
Il a remplacé le A952 Wesp (I) construit en Allemagne au chantier naval Clausen à Remagen et lancé en 1953 pour la Force navale belge jusqu'en 1983. Puis il est cédé comme remorqueur civil.